# Мередіт Макґрат
Мередіт Макґрат (англ. Meredith McGrath, нар. 28 квітня 1971) — колишня американська професійна тенісистка.
Здобула три одиночні та даадцять п'ять парних титулів туру WTA. Переможниця Відкритого чемпіонату США з тенісу в міксті в 1995 році.
Найвищу одиночну позицію світового рейтингу — 18 місце досягла 22 липня 1996, парну — 5 місце — 10 жовтня 1994 року.

## Фінали турнірів WTA

### Одиночний розряд: 3 (3–0)
| Легенда     |   |
| Grand Slam  | 0 |
| Tier I      | 0 |
| Tier II     | 1 |
| Tier III    | 2 |
| Tier IV & V | 0 |

| Результат | Ранг | Дата           | Турнір                            | Покриття | Опонент               | Рахунок            |
| --------- | ---- | -------------- | --------------------------------- | -------- | --------------------- | ------------------ |
| Перемога  | 1.   | 20 лютого 1994 | Оклагома-Сіті, США                | Тверде   | Бренда Шульц-Маккарті | 7–6(8–6), 7–6(7–4) |
| Перемога  | 2.   | 18 червня 1994 | Eastbourne International, England | Трава    | Лінда Гарві-Вілд      | 6–2, 6–4           |
| Перемога  | 3.   | 16 червня 1996 | Birmingham Classic, England       | Трава    | Наталі Тозья          | 2–6, 6–4, 6–4      |

### Парний розряд: 38 (25–13)
| Легенда     |    |
| Grand Slam  | 0  |
| Tier I      | 2  |
| Tier II     | 11 |
| Tier III    | 6  |
| Tier IV & V | 6  |

| Титули за покриттям |    |
| Тверде              | 13 |
| Ґрунт               | 2  |
| Трава               | 0  |
| Килим               | 10 |

| Результат | Ранг | Дата              | Турнір                                            | Покриття   | Партнер               | Опоненти                                 | Рахунок       |
| --------- | ---- | ----------------- | ------------------------------------------------- | ---------- | --------------------- | ---------------------------------------- | ------------- |
| Поразка   | 1.   | 18 червня 1989    | Birmingham, England                               | Трава      | Пем Шрайвер           | Лариса Савченко-Нейланд Наташа Звєрєва   | 5–7, 7–5, 0–6 |
| Перемога  | 2.   | 12 листопада 1989 | Nashville, США                                    | Тверде     | Манон Боллеграф       | Наталія Медведєва Лейла Месхі            | 1–6, 7–6, 7–6 |
| Перемога  | 3.   | 11 лютого 1990    | Вічита, США                                       | Тверде (i) | Манон Боллеграф       | Мері-Лу Деніелс Wendy Prausa             | 6–0, 6–2      |
| Перемога  | 4.   | 12 серпня 1990    | Альбукерке, США                                   | Тверде     | Енн Сміт              | Марін Луї-Гарпер Wendy Prausa            | 7–6, 6–4      |
| Поразка   | 5.   | 16 вересня 1990   | Орландо, США                                      | Килим (i)  | Манон Боллеграф       | Larisa Savchenko Наталія Звєрєва         | 4–6, 1–6      |
| Перемога  | 6.   | 4 листопада 1990  | Silicon Valley Classic, США                       | Килим (i)  | Енн Сміт              | Розалін Феербенк Робін Вайт              | 2–6, 6–0, 6–4 |
| Перемога  | 7.   | 11 листопада 1990 | Окленд, США                                       | Тверде     | Патті Фендік          | Катріна Адамс Джилл Гетерінгтон          | 6–1, 6–1      |
| Перемога  | 8.   | 24 лютого 1991    | Oklahoma City, США                                | Тверде (i) | Енн Сміт              | Катріна Адамс Джилл Гетерінгтон          | 6–1, 6–1      |
| Поразка   | 9.   | 10 березня 1991   | Бока-Ратон, США                                   | Тверде     | Саманта Сміт          | Larisa Savchenko-Neiland Наталія Звєрєва | 4–6, 6–7      |
| Поразка   | 10.  | 18 квітня 1993    | Pattaya Women's Open, Таїланд                     | Тверде     | Патті Фендік          | Cammy Macgregor Катрін Сюїр              | 3–6, 6–7      |
| Перемога  | 11.  | 25 квітня 1993    | Commonwealth Bank Tennis Classic, Maylasia        | Тверде     | Патті Фендік          | Ніколь Арендт Крістін Редфорд            | 6–4, 7–6      |
| Перемога  | 12.  | 17 жовтня 1993    | Монпельє, Франція                                 | Килим (i)  | Клаудія Порвік        | Жанетта Гусарова Домінік Монамі          | 3–6, 6–2, 7–6 |
| Перемога  | 13.  | 7 листопада 1993  | Окленд, США                                       | Килим (i)  | Патті Фендік          | Аманда Кетцер Інес Горрочатегі           | 6–2, 6–0      |
| Перемога  | 14.  | 16 січня 1994     | Sydney International, Австралія                   | Тверде     | Патті Фендік          | Яна Новотна Аранча Санчес Вікаріо        | 6–2, 6–3      |
| Поразка   | 15.  | 30 січня 1994     | Відкритий чемпіонат Австралії з тенісу, Melbourne | Тверде     | Патті Фендік          | Джиджі Фернандес Наталія Звєрєва         | 3–6, 6–4, 4–6 |
| Перемога  | 16.  | 20 лютого 1994    | Oklahoma City, США                                | Тверде (i) | Патті Фендік          | Катріна Адамс Манон Боллеграф            | 7–6, 6–2      |
| Поразка   | 17.  | 20 березня 1994   | Мастерс Маямі, США                                | Тверде     | Патті Фендік          | Джиджі Фернандес Наталія Звєрєва         | 3–6, 1–6      |
| Перемога  | 18.  | 17 квітня 1994    | Паттая, Таїланд                                   | Тверде     | Патті Фендік          | Басукі Яюк Міягі Нана                    | 7–6, 3–6, 6–3 |
| Перемога  | 19.  | 24 квітня 1994    | Сінгапур                                          | Тверде     | Патті Фендік          | Ніколь Арендт Крістін Редфорд            | 6–4, 6–1      |
| Перемога  | 20.  | 21 серпня 1994    | Мастерс Канада, Канада                            | Тверде     | Аранча Санчес Вікаріо | Пем Шрайвер Елізабет Смайлі              | 2–6, 6–2, 6–4 |
| Перемога  | 21.  | 28 серпня 1994    | Скенектаді, США                                   | Тверде     | Larisa Savchenko      | Пем Шрайвер Liz Smylie                   | 6–2, 6–2      |
| Перемога  | 22.  | 2 жовтня 1994     | Sparkassen Cup (теніс), Німеччина                 | Килим (i)  | Патті Фендік          | Манон Боллеграф Larisa Savchenko         | 6–4, 6–4      |
| Поразка   | 23.  | 9 жовтня 1994     | Zurich Open, Швейцарія                            | Килим (i)  | Патті Фендік          | Манон Боллеграф Мартіна Навратілова      | 6–7, 1–6      |
| Перемога  | 24.  | 9 лютого 1995     | Open GDF Suez, Франція                            | Тверде (i) | Larisa Savchenko      | Манон Боллеграф Ренне Стаббс             | 6–4, 6–1      |
| Перемога  | 25.  | 26 лютого 1995    | Linz Open, Австрія                                | Килим (i)  | Наталі Тозья          | Іва Майолі Петра Шварц                   | 6–1, 6–2      |
| Перемога  | 26.  | 27 травня 1995    | Edinburgh, Scotland                               | Ґрунт      | Larisa Savchenko      | Манон Боллеграф Ренне Стаббс             | 6–2, 7–6      |
| Перемога  | 27.  | ●                 | Moscow, Росія                                     | Килим (i)  | Larisa Savchenko      | Анна Курникова Александра Ольша          | 6–1, 6–1      |
| Перемога  | 28.  | 1 жовтня 1995     | Лейпциг, Німеччина                                | Килим (i)  | Larisa Savchenko      | Бренда Шульц-Маккарті Кароліна Віс       | 6–4, 6–4      |
| Поразка   | 29.  | 15 жовтня 1995    | Porsche Tennis Grand Prix, Німеччина              | Тверде (i) | Larisa Savchenko      | Джиджі Фернандес Наталія Звєрєва         | 7–5, 1–6, 4–6 |
| Перемога  | 30.  | 22 жовтня 1995    | Брайтон, England                                  | Килим (i)  | Larisa Savchenko      | Лорі Макніл Гелена Сукова                | 7–5, 6–1      |
| Поразка   | 31.  | 12 листопада 1995 | Філадельфія, США                                  | Килим (i)  | Larisa Savchenko      | Лорі Макніл Гелена Сукова                | 6–4, 3–6, 4–6 |
| Перемога  | 32.  | 25 лютого 1996    | Ессен, Німеччина                                  | Килим (i)  | Larisa Savchenko      | Лорі Макніл Гелена Сукова                | 6–4, 3–6, 4–6 |
| Перемога  | 33.  | 3 березня 1996    | Generali Ladies Linz, Австрія                     | Килим (i)  | Манон Боллеграф       | Ренне Стаббс Гелена Сукова               | 6–4, 6–4      |
| Поразка   | 34.  | 30 березня 1996   | Key Biscayne, США                                 | Тверде     | Larisa Savchenko      | Яна Новотна Аранча Санчес Вікаріо        | 4–6, 4–6      |
| Поразка   | 35.  | 14 квітня 1996    | Amelia Island Championships, США                  | Ґрунт      | Larisa Savchenko      | Чанда Рубін Аранча Санчес Вікаріо        | 4–6, 4–6      |
| Перемога  | 36.  | 19 травня 1996    | German Open, Німеччина                            | Ґрунт      | Larisa Savchenko      | Мартіна Хінгіс Гелена Сукова             | 6–1, 5–7, 7–6 |
| Поразка   | 37.  | 7 липня 1996      | Вімблдонський турнір, England                     | Трава      | Larisa Savchenko      | Мартіна Хінгіс Гелена Сукова             | 7–5, 5–7, 1–6 |
| Поразка   | 38.  | 17 січня 1998     | Sydney International, Австралія                   | Тверде     | Катріна Адамс         | Мартіна Хінгіс Гелена Сукова             | 1–6, 2–6      |

### Мікст: 2 (1–1)
| Результат | Ранг | Дата            | Турнір                           | Покриття | Партнер     | Опоненти                   | Рахунок       |
| --------- | ---- | --------------- | -------------------------------- | -------- | ----------- | -------------------------- | ------------- |
| Поразка   | 1.   | 10 вересня 1989 | Відкритий чемпіонат США з тенісу | Тверде   | Рік Ліч     | Шелбі Кеннон Робін Вайт    | 6–3, 2–6, 5–7 |
| Перемога  | 2.   | 10 вересня 1995 | Відкритий чемпіонат США з тенісу | Тверде   | Matt Lucena | Цирил Сук Джиджі Фернандес | 6–4, 6–4      |

## ITF Фінали

### Одиночний розряд Фінали (1-3)
| Турніри $75,000 |
| Турніри $25,000 |
| Турніри $10,000 |

| Результат | Ранг | Дата          | Турнір        | Покриття | Опонент in the final  | Рахунок in the final |
| Перемога  | 1.   | 18 липня 1988 | Феєтвілл, США | Тверде   | Теммі Віттінгтон      | 6–0, 6–3             |
| Поразка   | 2.   | 6 лютого 1989 | Midland, США  | Тверде   | Шон Стаффорд          | 3–6, 3–6             |
| Поразка   | 3.   | 28 січня 1991 | Midland, США  | Тверде   | Гелен Келесі          | 2–6, 2–6             |
| Поразка   | 4.   | 6 лютого 1994 | Midland, США  | Тверде   | Бренда Шульц-Маккарті | 2–6, 0–1 Ret.        |

### Парний розряд Фінали (2-3)
| Результат | Ранг | Дата           | Турнір                 | Покриття | Партнер         | Опоненти                    | Рахунок       |
| --------- | ---- | -------------- | ---------------------- | -------- | --------------- | --------------------------- | ------------- |
| Поразка   | 1.   | 6 лютого 1989  | Midland, США           | Тверде   | Шон Стаффорд    | Kim Il-soon Lee Jeong-myung | 6–2, 2–6, 4–6 |
| Поразка   | 2.   | 28 січня 1991  | Midland, США           | Тверде   | Енн Сміт        | Катріна Адамс Гелен Келесі  | 5–7, 5–7      |
| Перемога  | 3.   | 27 січня 1992  | Мідленд (Мічиган), США | Тверде   | Манон Боллеграф | Гелен Келесі Кароліна Віс   | 6–3, 6–1      |
| Перемога  | 4.   | 1 лютого 1993  | Мідленд (Мічиган), США | Тверде   | Патті Фендік    | Jean Ceniza Керолайн Ділайл | 7–6(5), 6–2   |
| Поразка   | 5.   | 27 жовтня 1997 | Остін, США             | Тверде   | Деббі Грем      | Пак Сон Хі Саекі Міхо       | 4–6, 7–5, 2–6 |

## Досягнення в парному розряді Великого шолома
| Турнір                                 | 1988 | 1989 | 1990 | 1991 | 1992 | 1993 | 1994 | 1995 | 1996 | 1997 | 1998 | SR     | В–П   |
| -------------------------------------- | ---- | ---- | ---- | ---- | ---- | ---- | ---- | ---- | ---- | ---- | ---- | ------ | ----- |
| Відкритий чемпіонат Австралії з тенісу |      |      |      |      |      |      | Ф    | 3р   | ПФ   |      | 1р   | 0 / 4  | 11–4  |
| Відкритий чемпіонат Франції з тенісу   |      |      |      | ЧФ   |      | 1р   | 3р   | 3р   | ПФ   |      |      | 0 / 5  | 11–5  |
| Вімблдонський турнір                   |      | 1р   | 2р   |      |      | 2р   | 3р   | ПФ   | Ф    |      |      | 0 / 6  | 13–6  |
| Відкритий чемпіонат США з тенісу       | 1р   | 2р   | 1р   |      |      | 3р   | ЧФ   | 3р   |      |      |      | 0 / 6  | 8–6   |
| Перемоги-Поразки                       | 0–1  | 1–2  | 1–2  | 3–1  | 0–0  | 3–3  | 12–4 | 10–4 | 13–3 | 0–0  | 0–1  | 0 / 21 | 43–21 |